# Круллер
Круллер (англ. cruller) – кондитерское изделие из обжаренного во фритюре теста, похожее на пончик или донат, популярное в США и Канаде.
Название cruller происходит от голландского kruller начала XIX века, от слова krullen, «скручиваться», «завиваться». В северной Германии они известны как hirschhörner («оленьи рога»). Их традиционно пекут в канун Нового года всей семьёй, дети занимаются формовкой, а взрослые обжаривают во фритюре. На датском языке они известны как klejner, на шведском языке как klenäter, оба названия происходят от нижненемецкого. В Скандинавии такие круллеры делают на Рождество.
Форма может быть круглой или вытянутой и скрученной. Круллер был описан как напоминающий «маленькую плетёную торпеду». Круглые формируют из жидкого теста кондитерским мешком с фигурным наконечником. Существуют варианты круллера, сделанные из более плотного теста, похожего на тесто для пончиков, сформированных в виде небольшой буханки или палочки, не всегда закрученные. Круллеры можно посыпать сахарной пудрой, корицей или покрыть глазурью.

## Вариации

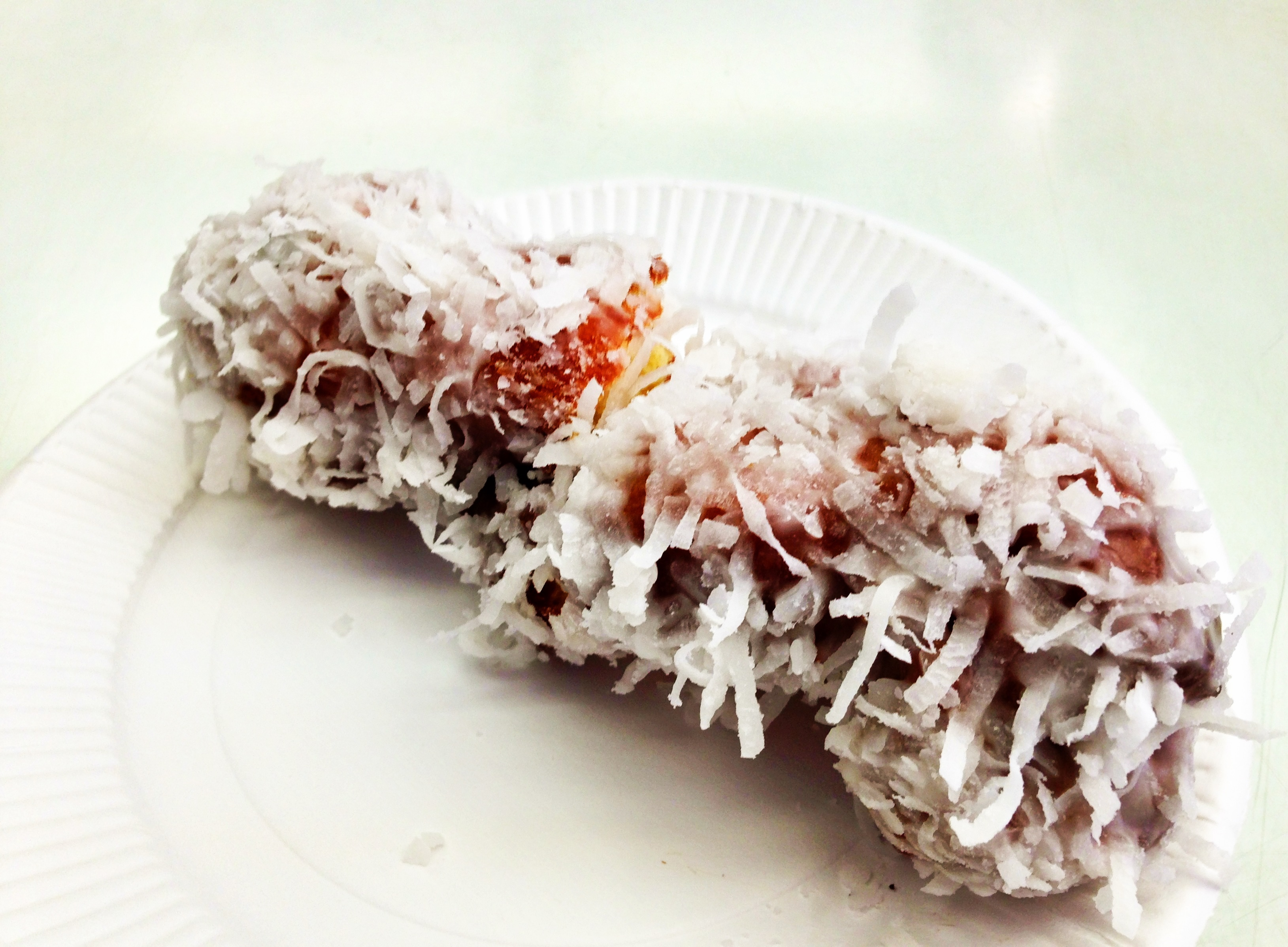
Американский круллер с кокосовой стружкой

### США
В США круллеры бывают различной формы. Они чаще всего встречаются в Канаде, Новой Англии, Среднеатлантических и Северо-Центральных штатах США, но также распространены в Калифорнии. Немецкое происхождение, вероятно, является причиной того, что традиционные круллеры легче найти на Среднем Западе, где селилось много немецких иммигрантов.

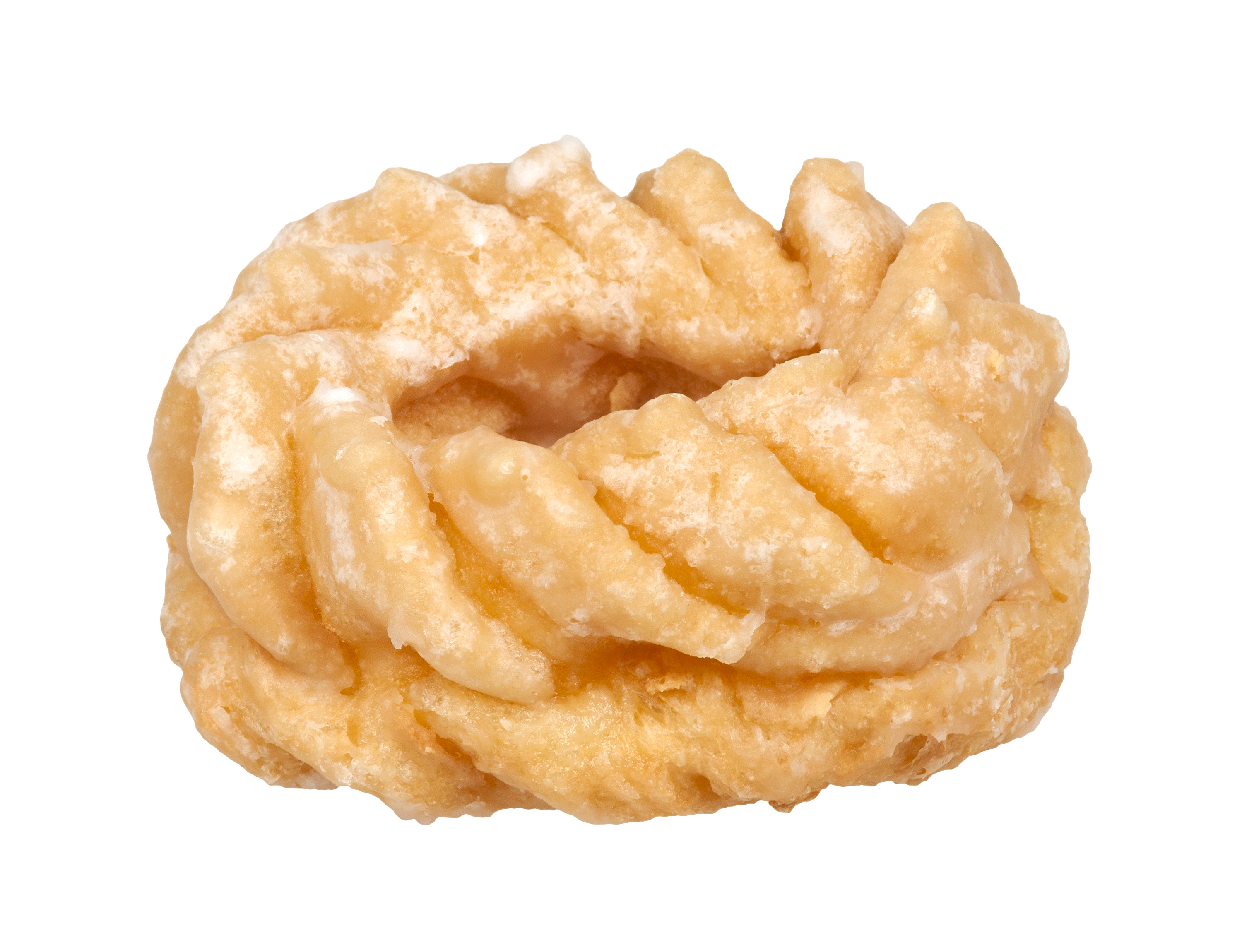
Французский круллер

### Франция
Французские круллеры — это пончики в форме рифлёных колец с легкой воздушной текстурой, сделанные из заварного теста. Популярны в США.

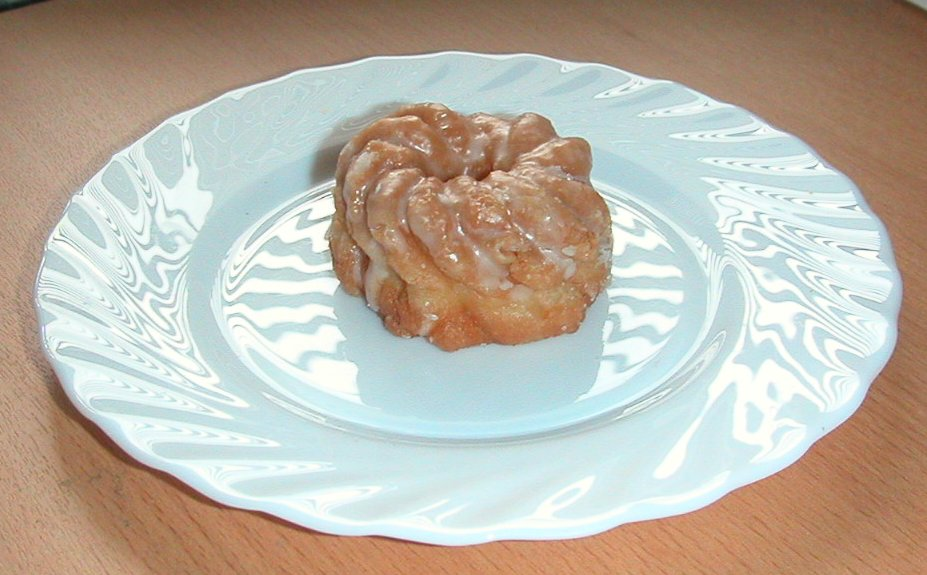
Мини-Шпритскухен

### Германия
Немецкий шпритскухен (Spritzkuchen) очень похож на круллер, в то время как голландские и бельгийские шпритс (sprits, spritskoek) запекаются, а не жарятся.
«Spritzenkuchen» упоминается ещё в 1713 году в работе «Der wolbestanding Becker» Алексиуса Синсеруса, которая была опубликована в Нюрнберге.
Считается, что в Германии шпритскухен возник в Эберсвальде как часть карнавальных празднований, которые проходят перед Великим постом. Раньше запасы животных жиров нужно было израсходовать перед Великим постом, чтобы они не испортились и не пропали даром, и шпритскюхен был одним из блюд, созданных для этого .

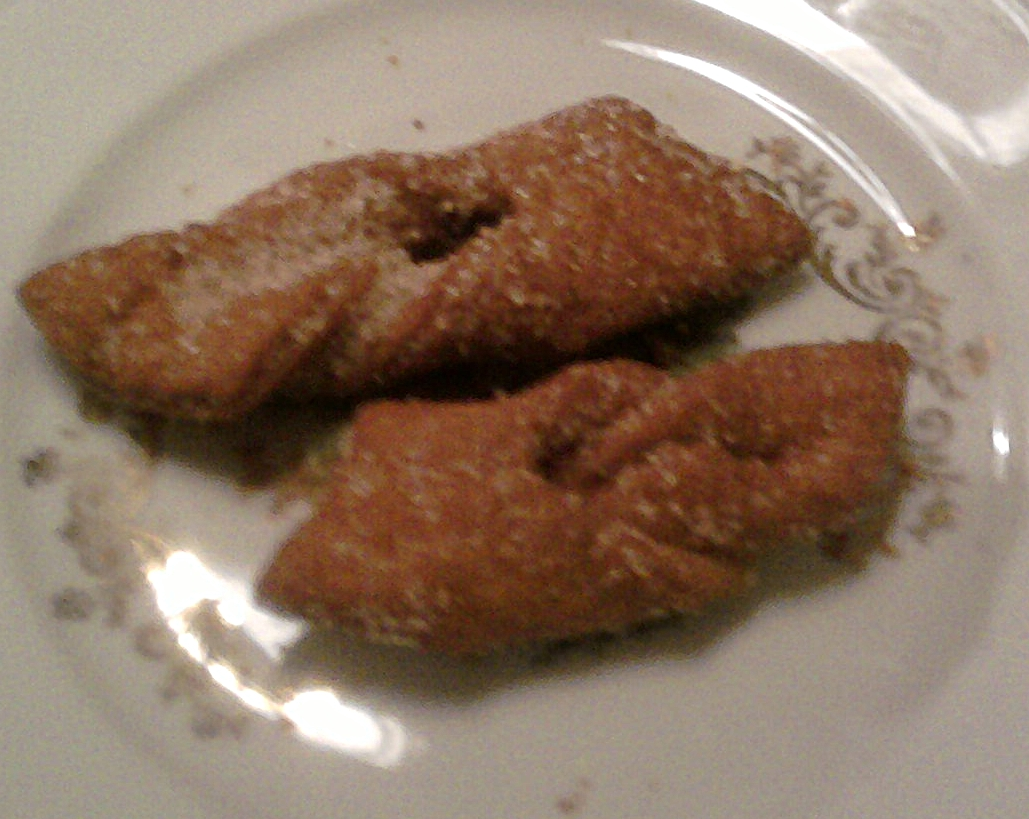
Датский klejne ручной работы, традиционной прямоугольной формы с двумя скрученными сторонами

### Шотландия
«Абердинские круллеры» (Aberdeen crulla) — это традиционные шотландские вытянутые плетеные круллеры, приготовленные так же, как в Новой Англии. Впервые абердинский круллер засвидетельствован в Эдинбурге в 1829 году и, согласно Шотландскому национальному словарю (1931–1976), считается скопированным с круллера Соединенных Штатов.